# Format FX
Format FX to stosowane od 2007 roku przez Nikon Corporation oznaczenie pełnoklatkowej matrycy lustrzanki cyfrowej. Matryca Nikon FX ma wymiary 36 x 23,9 mm, więc niemal identyczne z wymiarami klatki filmu formatu 35 mm. W lustrzankach Nikona stosowane są od 1999 roku (Nikon D1) do dziś również mniejsze matryce światłoczułe, zwane Nikon DX (rozmiar 23,6 x 15,8 mm). Format Nikon FX wykorzystał od razu zalety technologii CMOS. Format Nikon FX, w porównaniu do formatu DX (opartego generalnie na technologii CCD aż do 2009 roku – Nikon D3000) odznacza się większymi rozmiarami pojedynczego piksela, a dzięki temu wyższą światłoczułością. Połączenie zalet większej powierzchni klatki z technologią CMOS i algorytmami obróbki obrazu EXPEED owocuje mniejszą podatnością na zakłócenia, tak zwane szumy, dzięki czemu matryce te generują obraz wyższej jakości, o lepszym oddaniu barw i z płynniejszymi przejściami tonalnymi.

## Lustrzanki cyfrowe Nikon z matrycą w formacie FX (stan na maj 2016)
- Nikon D850 (2017)
- Nikon D5   (2016)
- Nikon D810A (2015)
- Nikon D750 (2014)
- Nikon D810 (2014)
- Nikon D4s (2014)
- Nikon D610 (2013)
- Nikon Df (2013)
- Nikon D4 (2012)
- Nikon D800E (2012)
- Nikon D800 (2012)
- Nikon D600 (2012)
- Nikon D3S (2009)
- Nikon D3X (2008)
- Nikon D700 (2008)
- Nikon D3 (2007)